# Duca di Montrose
Il titolo di duca di Montrose (dal nome di Montrose, Angus) è stato creato due volte nella nobiltà di Scozia, in primo luogo nel 1488 per David Lindsay, V conte di Crawford. Venne incamerato e poi tornò, ma solo per il periodo di vita del titolare. Quindi, non è stato ereditato.
Il titolo è stato conferito di nuovo nel 1707, sempre nella nobiltà di Scozia, al quarto marchese Montrose, e da allora è stato ereditato dalla stessa famiglia Graham.
Il titoli ducali sono: "marchese di Montrose" (creato nel 1644), "marchese di Graham e Buchanan" (1707), "conte di Montrose" (1503), "conte di Kincardine" (1644 e 1707), "conte Graham di Belford" (1722), "visconte Dundaff" (1707), "lord Graham" (1445), "lord Aberruthven, Mugdock e Fintrie" (1707) e "barone di Belford Graham" (1722). I titoli di conte e barone Graham di Belford sono nella nobiltà della Gran Bretagna, gli altri sono nella nobiltà scozzese. Il figlio maggiore del duca usa il titolo di cortesia di marchese di Graham e Buchanan.
La residenza ufficiale è Auchmar, vicino Loch Lomond.

## Lords di Graham (1445)
- Patrick Graham, I lord Graham (? - 1466), pronipote di Roberto III;
- William Graham, II lord Graham (? - 1472)
- William Graham, III lord Graham (1464-1513), conte di Montrose nel 1505

## Duchi di Montrose, prima creazione (1488)
- David Lindsay, I duca di Montrose (1440-1495)

## Conti di Montrose (1503)
- William Graham, I conte di Montrose (1464-1513)
- William Graham, II conte di Montrose (1492-1571)
- John Graham, III conte di Montrose (1548-1608)
- John Graham, IV conte di Montrose (1573-1626)
- James Graham, V conte di Montrose (1612-1650), creato inoltre marchese di Montrose nel 1644

## Marchesi di Montrose (1644)
- James Graham, I marchese di Montrose (1612-1650)
- James Graham, II marchese di Montrose (1633-1669)
- James Graham, III marchese di Montrose (1657-1684)
- James Graham, IV marchese di Montrose (1682-1742) creato inoltre duca di Montrose nel 1707

## Duchi di Montrose, seconda creazione (1707)
- James Graham, I duca di Montrose (1682-1742)
- William Graham, II duca di Montrose (1712-1790)
- James Graham, III duca di Montrose (1755-1836)
- James Graham, IV duca di Montrose (1799-1874)
- Douglas Graham, V duca di Montrose (1852-1925)
- James Graham, VI duca di Montrose (1878-1954)
- James Graham, VII duca di Montrose (1907-1992)
- James Graham, VIII duca di Montrose (1935)